# ميليسا غريغوري
ميليسا غريغوري (بالإنجليزية: Melissa Gregory)‏ هي مدربة تزلج فني ‏ أمريكية، ولدت في 22 مايو 1981 في هايلاند بارك في الولايات المتحدة.

## وصلات خارجية
- ميليسا غريغوري على موقع الاتحاد الدولي للتزلج (الإنجليزية)
- ميليسا غريغوري على موقع أوليمبيديا (الإنجليزية)